# Дубровна
Дубро́вна (рос. Дубравная) — присілок у складі Шуміхинського району Курганської області, Росія. Входить до складу Більшовицької сільської ради.
Населення — 37 осіб (2010, 53 у 2002).
Національний склад станом на 2002 рік: росіяни — 90 %.